# Клеточная механика
Клеточная механика  — раздел биофизики, описывающий механические свойства клеток.
Внутри клеток действуют те же силы, что и в неживой природе, а снаружи клетки испытывают те же механические нагрузки, что и все остальные живые организмы.
Клеточная механика делится на те же разделы что и обычная механика:
1. Клеточная кинематика — определение положения и характеристик движения клеток во времени и пространстве, системы координат, траектории, масса, объём, длина и площадь клеток.
2. Клеточная динамика — движение, работа, поведение во времени, развитие и эволюция клеток под влиянием внешних сил и факторов, клеточные кинематические цепи, упругость, статика и гидродинамика клеток, воздействие гравитации и релятивистских эффектов на клетки, описание клеточных процессов с помощью динамических систем, уравнений хаоса и фракталов.
3. Клеточные колебания и волны — колебательное прохождение различных форм энергии сквозь тело клетки, акустика, оптика, электричество и магнетизм в клетках.
4. Клеточная термодинамика — влияние температуры на клетки.
5. Квантовая механика клетки — влияние субатомных частиц — электронов, фотонов, протонов, нейтронов и кварков на функции клеток.